# 東方快車謀殺案 (2017年電影)
《東方快車謀殺案》（英語：Murder on the Orient Express）是一部2017年英、美合拍的惊悚推理电影，肯尼斯·布萊納執導，麥可·葛林編劇。劇情根據阿嘉莎·克莉絲蒂於1934年所著的同名小說改編。主演包含布萊納、潘妮洛普·克魯茲、威廉·達佛、茱蒂·丹契、強尼·戴普、喬許·蓋德、德雷克·雅可比、小萊斯利·奧多姆、蜜雪兒·菲佛及黛西·蕾德莉。電影定於2017年11月10日由二十世紀福斯在美國發行。
本片是克莉絲蒂同名小說的第四次改編作品，之前分別是1974年電影、2001年電視電影，以及《大偵探波洛》的2010年單集。《東方快車謀殺案》獲得了褒貶不一的評價，普遍被影評人批評其敘事，而認為是一部改編平淡之作，但演員的演出和視覺風格則獲得了稱讚；由於該片的票房優異，使片商推出續集《尼羅河謀殺案》（2022年）。

## 劇情
1934年，比利時名偵探赫丘勒·白羅在以色列耶路撒冷哭牆旁偵破聖墓教堂的文物盜竊案，抓獲身為案件兇手的本地總督察。有強烈強迫症、任何事全部要以“公平”為主的白羅打算暫時放下公事度假，渡海至伊斯坦堡過程中首遇一起旅行的美麗家庭教師瑪莉·德本海姆與她隨行的黑人醫生約翰·阿布夫諾特。然而，白羅剛要度假前收到倫敦的緊急電報，傳喚他馬上回去辦理新案子，迫使白羅藉助好友伯克的幫忙搭上他經營的東方快車回去倫敦，在靠近尾端的車廂中入住開始長達三天的火車旅程。
白羅在尾端餐車上結識同一車廂的乘客，一名惴惴不安的古董商人愛德華·雷切特，他當天收到幾張不知名的恐嚇信，打算僱用白羅來當他這三天的貼身保鏢，但白羅看出他是非法商人而回絕。當天晚上，白羅睡覺時屢次聽見睡在隔壁的雷切特房間裡傳出一系列怪聲，出門望一眼時看見一個穿著紅花樣和服的不明人士在車廂裡奔跑，直到乘務員敲雷切特房間的門時裡面傳出回應聲音後才讓白羅回去睡覺。這時，列車前方軌道因雪崩而嚴重受阻，東方快車所有乘客一同被困雪山。隔天早上，白羅查看沒出過房間的雷切特時發現他已死在裡面，身上被人連刺過數刀。為了防止前方站台的南斯拉夫警方隨意在乘客中找一名替罪羊來結案，無可奈何的白羅決定和睡在其他車廂而毫無嫌疑的伯克合作辦案，趕在南斯拉夫站台人員將雪堆清除之前破案。
調查屍體時，所有證據顯示行兇人士只有一個人，確認火車上下沒有藏人後，斷言兇手就是同一車廂乘客裡的其中之一。白羅從雷切特秘書麥奎因手中要到被害者收到的恐嚇信時，儘量還原其中一封被燒毀的信件後，驚訝地得知雷切特真實身份其實是約翰·卡薩蒂，身為一度轟動全世界的「阿姆斯壯慘案」主兇：數年前，卡薩蒂擄走知名飛行員約翰·阿姆斯壯上校的可愛女兒黛西，即使得到索要的贖金卻還是殘忍殺害黛西，這場噩耗間接導致阿姆斯壯的身孕妻子索妮婭倒地流產致死，同時失去腹中胎兒而一屍兩命，悲痛欲絕的阿姆斯壯最後也吞槍自殺。當這場案件審判時，阿姆斯壯家族的保姆蘇珊娜被強行灌上兇手罪名，被冤枉入獄後乃至自殺身亡，更是在死後才被證明清白。白羅由此斷言兇手是想替天行道，為所有因雷切特而死的無辜者們討回公道。
白羅在屍體旁找到一張標明「H」的沾血手帕，誤以為是乘客賀伯夫人的手帕，而賀伯夫人只透漏兇手昨晚曾經到過她房間、但沒有看到其長相後，白羅在她房間裡找到一個乘務員制服釦子。白羅想起昨晚他看見的紅花樣和服人士後，翻遍所有乘客行李卻找不到該和服，最後還是在自己箱子裡找到，由此推斷嫌犯是想矇騙他。白羅靠發現的一件疑似是兇手穿過的乘務員制服上，所留下的波本酒氣味一度認定兇手是麥奎因，但阿布夫諾特醫生為他提供確鑿不在場證明，讓白羅的推理再次陷入死胡同。這時，賀伯夫人的一聲尖叫，白羅發現她後背被不明人士拿兇器刀刺入，只能重新慢慢排查所有乘客的證詞。白羅調查時發現所有嫌疑人似乎都和阿姆斯壯慘案有著密切關聯，當他在行李車廂請來並認定瑪莉就是兇手時，瑪莉只稱「卡薩蒂罪該萬死」。這時，阿布夫諾特槍擊白羅肩膀後承認自己才是兇手，之後被伯克打倒在地，眼尖的白羅發現有著狙擊手實力的阿布夫諾特對自己並沒有殺意，否則不可能會射偏。
白羅將所有嫌疑人坐在鐵軌隧道口的桌子前，針對卡薩蒂之死提出兩個結論：第一結論是一位不知名且單獨作案的兇手，偽裝成乘務員搭上火車行兇後逃之夭夭；而第二結論則是兇手是除他與伯克以外的所有乘客，每人都因卡薩蒂犯下的阿姆斯壯慘案而間接承受心理包袱，因此均有殺死卡薩蒂的動機。白羅指認出賀伯夫人實為這場謀殺的主謀，識破她的真實身份是索妮婭·阿姆斯壯之母琳達·艾登。賀伯拿掉假髮承認她召集在座各位共謀這起謀殺，前一晚是由瑪莉穿紅色和服引人注目，每人共同行兇時都在卡薩蒂身上刺一刀藉以凌遲直到他斃命；他們還為各自提供確鑿不在場證明，想藉此擾亂白羅的思緒，誤導他推論出案件兇手是單獨作案。白羅霎那間陷入左右為難，賀伯企圖吞槍自殺謝罪卻發現槍裡沒子彈，白羅承認是他想看兇手會如何反應。
東方快車再次發車後抵達南斯拉夫站台，白羅總結這起案件無法尋求到真正的公平，所有乘客都有充分行兇理由，並且自己也認同卡薩蒂確實罪有應得。因此，白羅畢生第一次選擇幫兇手圓謊，對南斯拉夫警方交代兇手單獨作案後逃逸的第一結論，放過全車乘客後下車。當東方快車遠去時，一名英國陸軍信使希望白羅能馬上前去偵辦一件發生在尼羅河的案件。

## 角色
| 演員                                   | 角色                                          | 備註 |
| 肯尼斯·布萊納 Kenneth Branagh          | 赫丘勒·白羅 Hercule Poirot                    | 比利時名偵探，有著「無辜百姓的復仇者」的稱號，任何事情全部要以公平為主，在這次謀殺案裡迎來一次真正的挑戰。                     |
| 強尼·戴普 Johnny Depp                  | 愛德華·雷切特 Edward Ratchett                 | 東方快車乘客兼被害者，美國黑手黨兼古董商人，真實身份其實是「約翰·卡薩蒂」（John Cassetti），曾經犯下過駭人聽聞的阿姆斯壯慘案。 |
| 佩内洛普·克鲁兹 Penélope Cruz          | 皮拉·埃斯特瓦多斯 Pilar Estravados            | 列車女乘客，來自西班牙的傳教士。                                                                                               |
| 威廉·達佛 Willem Dafoe                 | 格哈德·哈德曼 Gerhard Hardman                 | 列車乘客，德國工程學教授 |
| 茱蒂·丹契 Judi Dench                   | 娜塔莉婭·德拉戈米羅夫 Natalia Dragomiroff     | 列車乘客，俄羅斯皇族公主。 |
| 喬什·盖德 Josh Gad                     | 赫克特·麥奎因 Hector MacQueen                 | 列車乘客，雷切特的秘書，幫他管理賺來的黑錢時也會自行撈一筆。                                                                   |
| 德雷克·雅可比 Derek Jacobi             | 愛德華·亨利·馬斯特曼 Edward Henry Masterman   | 乘客，雷切特的管家，同樣來自英國。                                                                                             |
| 小萊斯利·奧多姆 Leslie Odom Jr.        | 約翰·阿布夫諾特 Dr. John Arbuthnot            | 乘客，來自英國的黑人醫生。 |
| 蜜雪兒·菲佛 Michelle Pfeiffer          | 卡羅琳·賀伯 Caroline Hubbard                  | 列車乘客，一位金髮寡婦，跟白羅走的非常近。真實身份為前演員「琳達·艾登」（Linda Arden）。                                       |
| 黛西·蕾德莉 Daisy Ridley               | 瑪莉·赫麥奧妮·德本海姆 Mary Hermione Debenham | 列車乘客，一位家庭教師，和阿布夫諾特一起旅行。                                                                                 |
| 奧莉薇雅·柯爾曼 Olivia Colman          | 希爾德加·施密特 Hildegarde Schmidt            | 列車乘客，德拉戈米羅夫公主的貼身女僕。                                                                                         |
| 湯姆·巴特曼 Tom Bateman                | M·伯克 M Bouc                                 | 東方快車經營者，白羅的同伴及助手，因為睡在其他車廂而沒有嫌疑，協助白羅偵辦這次謀殺。                                           |
| 露西·寶通 Lucy Boynton                 | 海倫娜·安卓尼 Helena Andrenyi                 | 列車頭等艙乘客，俄羅斯伯爵夫人，原名「海倫娜·高登堡」（Helena Goldenberg）。                                                   |
| 謝爾蓋·波盧寧 Sergei Polunin           | 魯道夫·安卓尼 Rudolph Andrenyi                | 列車頭等艙乘客，俄羅斯舞蹈家，海倫娜的丈夫，脾氣易怒且暴力。                                                                   |
| 馬奴·賈西亞-魯爾福 Manuel Garcia-Rulfo | 貝尼亞米諾·馬奎斯 Biniamino Marquez           | 列車乘客，來自美國的商人。 |
| 馬文·坎薩林 Marwan Kenzari             | 皮埃爾·米歇爾 Pierre Michel                   | 東方快車乘務員，負責看守謀殺案發生的車廂。                                                                                     |
| 米蘭達·雷森 Miranda Raison             | 索尼婭·阿姆斯壯 Sonia Armstrong               | 阿姆斯壯慘案受害者黛西的母親，得知孩子已被殺的噩耗時無法承受事實，摔倒至流產後也不幸喪生。                                     |

## 製作
二十世紀福斯於2013年12月確認開始電影製作。2015年6月16日，福斯聘請肯尼斯·布萊納擔任導演，執導一部改編自《東方快車謀殺案》的新電影。同年11月20日，宣布布萊納將在電影中飾演偵探赫丘勒·白羅。麥可·葛林將撰寫劇本。2016年6月10日，據報導，安潔莉娜·裘莉將出演電影，《綜藝》雜誌於8月4日報導，她將不會成為主演中的一員，而工作室正尋找其他女演員，如莎莉·賽隆。8月17日，據《綜藝》雜誌指出，小萊斯利·奧多姆正談判以未知角色加入劇組。9月6日，《好萊塢報導》報導，湯姆·巴特曼加盟電影，飾演白羅的同伴及助手柏克，他在東方快車公司工作。9月29日，強尼·戴普、蜜雪兒·菲佛、茱蒂·丹契、麥可·潘納及露西·寶通加入演員行列。
主體攝影於2016年11月22日在英國開始。

## 發行
《東方快車謀殺案》定於2017年11月10日由二十世紀福斯在美國發行。

## 迴響

### 票房
在美國與加拿大，《東方快車謀殺案》與《家有兩個爸x2》同天上映並競爭，分析師預估前者將在3350間戲院中獲得2000萬美元的首週票房。《東方快車謀殺案》在美國首週末票房達2820萬美元的票房，位居當週票房排名第三。
| 上一届： 《血觀音》   | 2017年台北週末票房冠軍 第49週    | 下一届： 《STAR WARS：最後的絕地武士》 |
| 上一届： 《正義聯盟》 | 2017年香港週末票房冠軍 第49-50週 | 下一届： 《星球大戰：最後絕地武士》    |

### 評價
《東方快車謀殺案》獲得褒貶不一的評價。爛番茄根據301條評論，該片持有60%的新鮮度，平均得分為6.1／10。該網站評語為「前衛的製作手法和華麗的明星陣容成功避免《東方快車謀殺案》跑出軌道，即使它永遠無法達到前作的高度。」該片在Metacritic上根據46條評論獲得了52分，這代表著「好壞平均參雜的評價」。

## 續集
2017年5月，布萊納表示，如果電影能成功的話有興趣推出下一部系列作。2017年11月，宣布以《尼羅河謀殺案》為背景的續集正由編劇麥可·葛林積極的撰寫劇本，而布萊納也有望回歸擔任導演和主演。

## 外部連結
- 官方网站
- 爛番茄上《東方快車謀殺案》的資料（英文）
- 互联网电影数据库（IMDb）上《東方快車謀殺案》的资料（英文）
- Box Office Mojo上《東方快車謀殺案》的資料（英文）
- Metacritic上《東方快車謀殺案》的資料（英文）
- AllMovie上《東方快車謀殺案》的资料（英文）
- 開眼電影網上《東方快車謀殺案》的資料（繁體中文）
- 豆瓣电影上《东方快车谋杀案》的資料 （简体中文）
- 时光网上《东方快车谋杀案》的資料（简体中文）
- 在Disney+上觀看《東方快車謀殺案》 （因版權限制，本節目可能僅在部分地區上架。）